# Oroszlányi Gazdasági Vasút
Az Oroszlányi Gazdasági Vasút 1953 és 1966 között szállította az Oroszlánytól délnyugatra működő szénbányákban kitermelt szenet az oroszlányi nagyvasúti állomás meghosszabbításában kialakított átrakóba.

## A vasút adatai
- Tulajdonos: Tatabányai Szénbányászati Tröszt, majd 1960-tól az Oroszlányi Szénbányászati Vállalat
- Nyomtávolság: 760 mm
- Felépítmény: 14 kg/fm, majd 1960-tól 23,5 kg/fm
- Hosszúság az indulásakor: 6,2 km
- Tervező: UVATERV (Út- Vasútépítő Vállalat)
- Kivitelező: Kotró és Vasútépítő Vállalat
- Legnagyobb emelkedés: 16 ezrelék (1 km távolságon 16 méter)
- Legkisebb ívsugár: 50 méter, később 140 és 80 méter
- Megengedett legnagyobb tengelynyomás: 5,5 tonna
- Engedélyezett maximális sebesség: 15 km/óra, majd 20 km/h, majd végül a 42+00 és 76+00 szelvények között 40 km/h
- Vontató járművek: 2 db 490-es sorozatú gőzmozdony, 5 db C50 motormozdony, 1958-tól 2 db Mk48-as mozdony
- Teherszállító vagonok: 35-40 db rugózatlan lóré, később 2 köbméteres MASZOLAJ és 3 köbméteres Ubn csillék, majd végül 4 tengelyes Uba teherkocsik

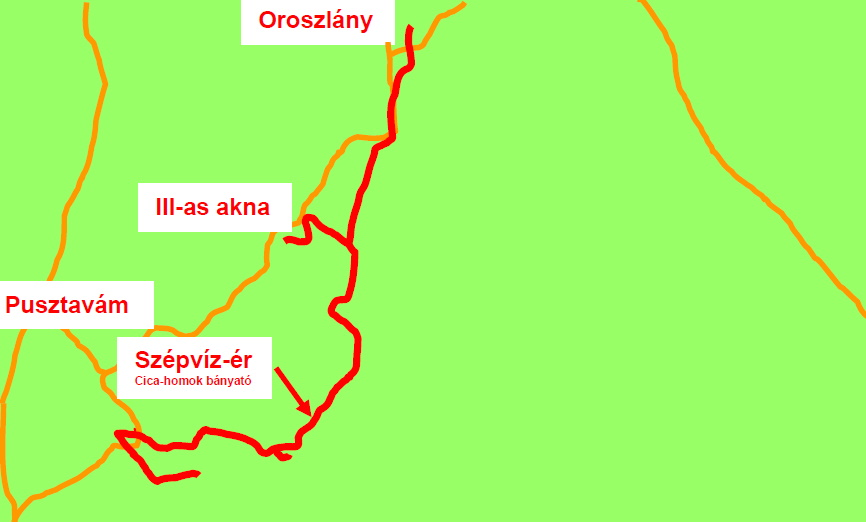
Az egykori Oroszlányi Gazdasági Vasút nyomvonala

- Személyszállító vagonok: a Kispiri motorvonat két mellékkocsija Hűvösvölgyből, Kecskemétről egy eredeti KGV-s személykocsi, és ismeretlen helyszínekről további Bax, Bak és Ba sorozatú vagon/vagonok

## A vasút építése
Az 1950-es évek elején Oroszlánytól délnyugatra felfedezett szénmezők kitermelését 3 év alatt tervezték végrehajtani napi 1000 tonna szállítással. Így a vasút működését is 3 évre tervezték. Ebből kifolyólag az építés során nem törekedtek a tartósságra, a lehető legolcsóbb anyagokkal dolgoztak. A kisújszállási és balatonfenyvesi vasútépítésből megmaradt készletből származó 14 kg/fm méretű síneket homokágyazatba fektették, a műtárgyak ideiglenes jelleggel épültek meg, a vízelvezetésről nem gondoskodtak.

## Problémák

### Műszaki problémák
Az első komolyabb őszi esőzés nyomán kialakuló áradás elmosta a vonal 8+97 szelvényben létesült egyetlen műtárgyát, a Pénzes-patak hídját és a kapcsolódó töltéseit. A híd helyére egy háromnyílású ideiglenes fahíd épült. A csapadékos időjárás miatt elsárosodott az alépítmény, a talpfák rohamos korhadásnak indultak, a 490-es sorozatú, nagy tengelyterhelésű gőzmozdonyok alatt a sínszegek kilazultak, a sínszálak a kanyarokban kidőltek, amin már az alátétlemezes megtámasztás, a 9 új áteresz megépítése és az 50 méterenként létesített folyókák sem segítettek. A siklások mindennapossá váltak. A szállítás megindulásakor alkalmazott elhanyagolt állapotú lórékból a szén folyamatosan szóródott. Siklás esetén a vasútüzem a kocsikat a tartalmukkal együtt egyszerűen csak a sínek mellé borították. A bányavállalat egy bejárás során 22 darab lórét talált a nyílt vonalon kiborítva. A pazarlást látva felháborodottan kötelezték a gazdasági vasutat a szén felszedésére.
A vasútvonalat nem csak az időjárás, hanem a folyamatosan emelkedő, a tervezettet egyre nagyobb mértékben meghaladó szállítási terhelés és a mélyben zajló bányatevékenység sem kímélte. 1954-ben a külfejtések bányagödréből kiindulva kihajtásra került az I-es és a II-es lejtakna, ami 1600 tonnás napi átlagot jelentett. Az omlasztásos mélyművelés miatt a talaj állandóan megsüllyedt, a fekszint fenntartására folyamatos földmunkákra volt szükség.

### Rettenetes munkakörülmények
Az oroszlányi Gazdasági Vasúton nem csak a technika szenvedett. A munkaerő vonatkozásában is embertelen körülmények uralkodtak. A vasúti alkalmazottak részére a legalapvetőbb szociális ellátásokat sem sikerült biztosítani. Az üzem 75 dolgozója számára a telephelyen nem állt rendelkezésre melegedő helyiség. Az oktatások során egyetlen pad sem volt, ahová leülhettek volna. A laktanyában hiányoztak a mindennapi élethez szükséges felszerelési tárgyak (asztalok, székek, szekrények, lavórok). Előfordult, hogy az ágyneműt 6 héten keresztül nem cserélték. Az egyenruha ellátás akadozott, a téli hónapokra sapkát, bakancsot, pufajkát a dolgozók maguk próbáltak beszerezni. „Legfőbb érték az ember”, hirdette a párt, de amikor az elvtársak Oroszlányban tartottak terepszemlét, a gazdasági vasút emberei magukba zárkóztak: „önök itt vizsgálódnak, felírnak, ígérnek, de semmi nem történik.” A katasztrofális állapotokat mi sem szemléltette jobban, mint az, hogy ha az ország bármelyik gazdasági vasútján valakit fegyelmivel áthelyeztek, az valószínűleg büntetésből néhány hónapra Oroszlányba került. Ebből kifolyólag a fegyelem is lazult, a balesetek száma egyre szaporodott. A kialakult helyzetre egy példa: amikor a 490.044-es gép bő egy hét leforgása alatt másodszor is felborult, „N. Balázs vonatvezető vasutashoz nem méltó viselkedést tanúsított. Annak ellenére, hogy a szolgálati ideje még nem járt le, elkeseredésében a helyszínről a szomszédos kocsmába távozott és csak 12 óra múlva tért vissza.” (írta Nyitrai Valerián, üzemfőnök).
A GVI (Gazdasági Vasutak Igazgatósága) a KPM-nek (Közlekedés- és Postaügyi Minisztérium) írt jelentésében részben veszélyesnek, részben lehetetlennek ítélte a forgalom fenntartását.

## Fejlesztések
Eközben a növekvő szállítási igény miatt a lórékat 2 köbméteres MASZOLAJ (Magyar-Szovjet Olaj Rt.) és 3 köbméteres Ubn csillék váltották fel. Oroszlányban kibővítették az átrakó vágányhálózatát, a nyíltvonal 5+75 és 8+24 szelvényei között az üres és rakott szerelvények becserélésére kitérővágányt fektettek le. A vontatási telepen négyállásos mozdonyszín létesült, a dolgozók elszállásolására komfort nélküli barakkok épültek.
1956. szeptember 18-án a szomszédos Pusztavám és a katonacsapási külfejtés között beindult a Pusztavámi Gazdasági Vasút.
Az újabb szénmezők feltárása nyomán az Oroszlányi Gazdasági Vasút 35-ös szelvényében megnyitották a III-as lejtaknát, amelyet később a föld alatt összekötöttek a meglévő I-es és II-es aknával. Ez utóbbiak lejtaknáit megszüntették, a három akna összes szénmennyisége az új III-as aknán keresztül jutott a felszínre. A szállítási teljesítmény napi 2400 tonnára emelkedett. A feltárt szénvagyon további tíz évre biztosította a vasút üzemét.

## Felújítás
1957-ben végre megtörtént a végletekig leromlott vasút tovább már nem halasztható újjáépítése nyomvonal korrekciókkal, zúzottköves ágyazattal és síncsavaros lekötéssel. Az engedélyezett sebesség 20 km/órára nőtt. 2 évvel később Oroszlányban új forgalmi és pályafenntartási épületet húztak fel, a telephely melletti útátjáró fényjelzős biztosítást kapott. A Pénzes-patak 1953-ban elmosott és a pótlására ideiglenesen fából ácsolt hídja helyére októberben 5 méteres nyílású vasszerkezetes híd épült. A vasútpálya állapota a felújítás dacára ismét romlott, az engedélyezett sebesség 15 km/órára csökkent.

## Új mozdonyok
1958-ban a győri Vagon és Gépgyár frissen kifejlesztett Mk48-as mozdonysorozatának két prototípus gépe az ország keskeny nyomközű vasútjain tett próbafutásokat. Az M492,002-es pályaszámú gép a Gazdasági Vasutak Igazgatóságának (GVI) kérésére pár hónapos tesztüzemre Oroszlányba került. A kedvező tapasztalatok alapján a GVI később megvásárolta a két mozdonyt.

## A szállítási terhelés újabb növekedése

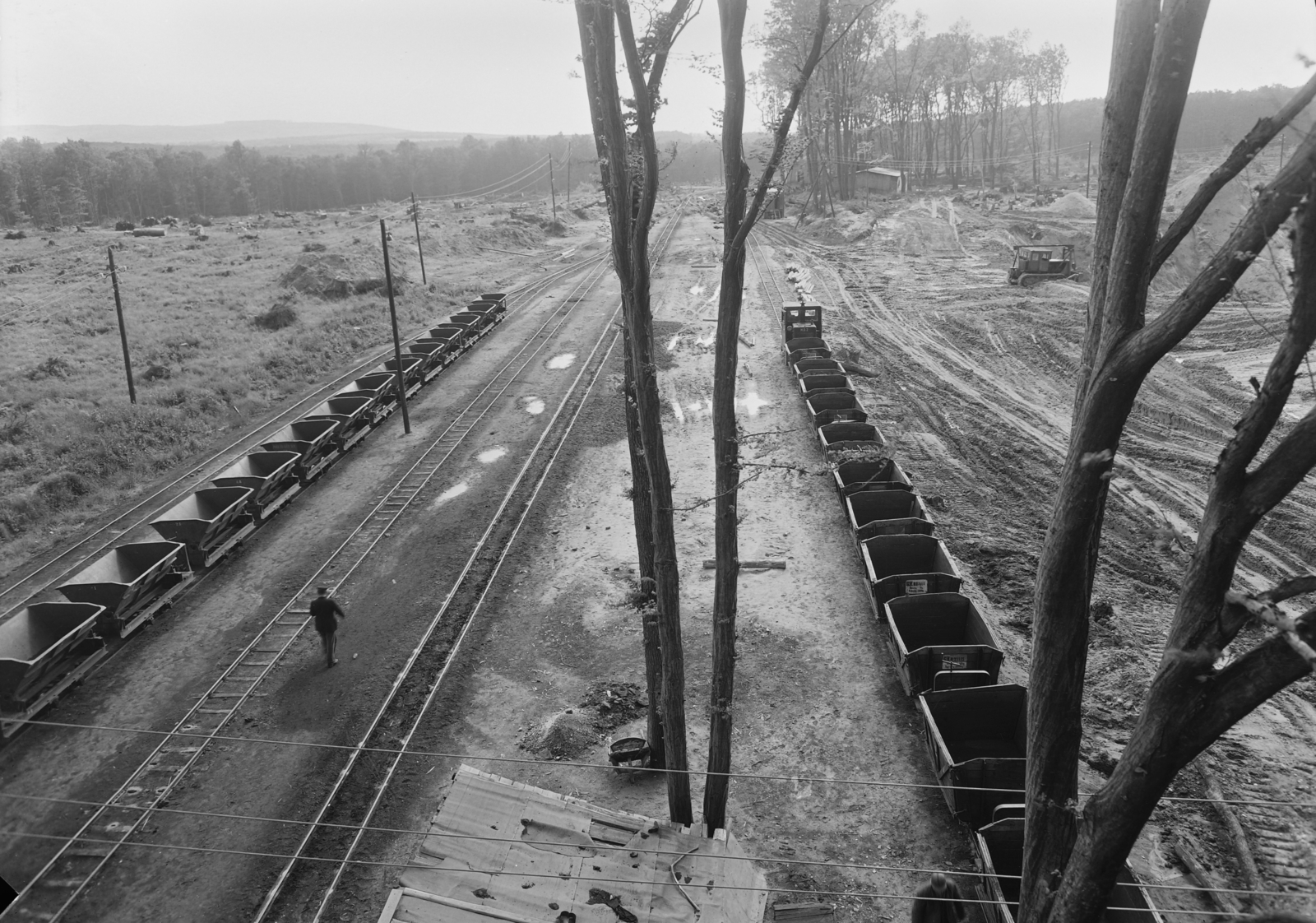
Oroszlány-Szépvízéri szénbánya külfejtés gazdasági vasúti rakodó (Fortepan / Magyar Műszaki és Közlekedési Múzeum / Archívum / Negatívtár)

1958 őszén megszűnt a külszíni bányászat, ezért a külfejtés és a III-as akna közötti 2 km-es vasútvonalat felbontották, viszont a megmaradt 3,8 km-es vonalon a napi szállítás esetenként már a 3200 tonnát is elérte.

## Magyarország leggyorsabb keskeny nyomközű gazdasági vasútja
1960-ban az Oroszlányi Szénbányák Vállalat a III-as aknától délnyugatra Szépvízéren új külszíni bányát nyitott. A kitermelt szén elszállításához a meglévő vasútvonalat bővítették ki a III-as aknához vezető vonalból kiágazó 3,5 km-es szárnyvonallal, amely az ország legkorszerűbb gazdasági vasútjává vált. Az új vonal engedélyezési bejárását 1960. április 8-án tartották (109638/1960), az építési engedélyét 1960. augusztus 2-án állította ki a KPM az ekkorra már a Tatabányai Bányavállalattól különvált Oroszlányi Szénbánya Vállalat részére (116765/1960). Az engedélyben szereplő adatok értelmében a vasútvonal 23,6 kg/fm-es felépítménnyel, minimum 140 méter sugarú ívekkel, maximum 16 ezrelékes emelkedéssel épült. A vonalon gőzmozdony vontatta, 30 billenő csilléből álló szerelvényekkel napi 1200 tonna szén leszállítását tervezték. 1960. október 31-én a hatóság helyszíni szemlét tartott (127042/1960) az építés alatt álló vonalon. A nyíltvonalat kisebb hiányosságoktól eltekintve használható állapotban találták, Szépvízéren a négyvágányos állomás vágányainak fektetése zajlott (mozdony megkerülő vágány, üres kocsi tároló vágány, rakott kocsi tároló vágány, indítóvágány). Az állomás előtt a vasút a 76/77-es szelvényben keresztezte az úgynevezett „Terv utat”, amely a felfutó bányászat miatt komoly forgalmat bonyolított, ezért ide a hatóság fénysorompó telepítését írta elő, illetve annak elkészültéig jelzőőr alkalmazását. A KPM 1960. november 16-án adta ki a vonalra az ideiglenes üzemengedélyt (128285/1960), amelyben a feltárt hiányosságok megszüntetéséig 6 tonna tengelynyomást és 15 km/órás sebességet engedélyezett.
Az új vonal építésével párhuzamosan az Oroszlány-III-as akna vonalszakaszt a MÁV Budapesti Igazgatóság rendelete (213-130/1960) alapján szintén 23,6 kg/fm-es felépítménnyel építették újjá.

### Rövid fénykor
A tervekkel ellentétben a vonalon a forgalom dízelvontatással indult meg az Mk48-as prototípus motormozdonyokkal, majd a következő év folyamán több mechanikus erőátvitelű gép is a vasútra került. Az Mk48-asok a nyíltvonali vontatást végezték, az állomási tolatásokat pedig C50-es motormozdonyok. Az év folyamán hidraulikus erőátvitelű Mk48-as mozdonyok érkeztek a vasútra, az új gyártású Mk48 2015-ös és Mk48 2019-es gép augusztus 30-án, illetve szeptember 20-án műtanrendőri vizsgázik. A Székesfehérvári Járműjavítóból négytengelyes önürítős Uba sorozatú teherkocsik érkeztek.
A vonal végleges üzemengedélyét (130090/1961) 1961. december 6-án állította ki a hatóság. A nyíltvonal 42+00 és 76+00 szelvényei között a hazai gazdasági vasutak történetében egyedülálló sebességet, 40 km/órát engedélyezett a KPM.

### A turisztikai célú személyszállítás megindulása
A Hazafias Népfront közbenjárására a nyári idényben vasárnaponként kiránduló vonatokat indítottak a vonalon.

## Összekötés a Pusztavámi Gazdasági Vasúttal
1962 tavaszán tervek születtek az oroszlányi és a pusztavámi kisvasúti hálózatok összekötésére. A pusztavámi GV katonacsapási külfejtéshez vezető vonala mindössze 650 méterre ért véget a szépvízéri állomástól. Az összekötéssel a pusztavámi szénpala közvetlenül az oroszlányi osztályozóba lett volna szállítható, ellenkező irányban az erdészet előnyös feltételekkel fuvarozhatott volna fát a pusztavámi fűrészüzemébe. A GV számára megtakarítással járt volna az egyesített üzem, a közös járműpark és személyzet kiszolgálását a jövőben egy telephellyel és laktanyával szolgálhatta volna ki. A tervezett összekötő vonal közigazgatási bejárását 1962. április 17-én tartották (110874/1962).
1962. május 16-án a KPM kiadta az építési engedélyt (110874/1962), a munkálatok megkezdődnek. Szépvízér harmadik vágányának folytatásaként a „Terv-úttal” párhuzamosan épült meg az összekötő szakasz, amely a 86/87-es szelvénynél érte el a pusztavámi vonal 29+10 szelvényben lévő, végponthoz közeli szakaszát. A kivitelezést a bánya és a GV közösen finanszírozta. A vonalon a legnagyobb emelkedés 9 ezrelékes, a legkisebb ívsugár 80 méteres volt. A felépítmény 23,5 kg/fm-es sínekből állt.
A rövid összekötő vonal építése ismeretlen okból igen lassan haladt, a műtanrendőri vizsgájára csak 1963. december 21-én került sor.

### Terv a Gazdasági Vasút kivezetésére az oroszlányi MÁV állomásig
Az összekötéssel párhuzamosan egy másik terv is készült, amely az egymástól alig 2 km-re fekvő Oroszlányi Gazdasági Vasút és MÁV állomásokat kötötte volna össze, elsősorban személyforgalom terén közvetlen viszonylatot teremtve az oroszlányi és pusztavámi MÁV állomások között. A hatóság a terv tárgyalásakor ragaszkodott a gazdaságossági hatástanulmány elkészítéséhez.

## Megszüntetés, majd engedélyezés
A KPM még ki sem állította az új vonal üzemengedélyét, amikor az Oroszlányi Szénbányák 1964. február 29-én (csak érdekességképpen ez szombatra és szökőnapra esett) közölte a gazdasági vasúttal, hogy március 15-i hatállyal felmondja a szén- és munkásszállítást. Mivel a vasút egyetlen fuvaroztatója a bánya volt, így a gazdasági vasút március 31-én megszüntette az üzemfőnökséget (106961/1964). A KPM az összekötő vonal üzemengedélyét a megszüntető határozat kiadása után három nappal állította ki (106843/1964).

### Az Oroszlányi Városi Tanács tervei úttörővasút létrehozására
A megszűnt vasútüzemet az Oroszlányi Városi Tanács szerette volna átvenni, és a későbbiekben úttörővasútként üzemeltetni. A pár éve lefektetett jó állapotú vonal nem igényelt volna különösebb befektetést, a személyszállító járműpark egy részét könyvjóváírással kapta volna meg. Mindezek ellenére – sajnos nem ismert okokból – az úttörővasúti tervek nem valósultak meg. A KPM 1966. április 30-án kiadta a vonalra a bontási engedélyt (127078/1966).

## A megszüntetés mögött húzódó valószínű okok
Felmerülhet a kérdés, mi lehetett az oka annak, hogy a szénbánya az összekötő vonal építését saját maga vetette fel és az építés költségeit is részben állta, de végül a megépült vonalat mégsem vette üzembe, majd két hónappal később a fuvarozási szerződést fel is mondta?
A következő években a térségben több kötélpálya, illetve szállítószalag is épült, amelyek a pusztavámi és oroszlányi bányák szenét közvetlenül szállították az osztályozóba, illetve a bokodi erőműbe.